# Campeonato Mundial de Tênis de Mesa de 2025
O Campeonato Mundial de Tênis de Mesa de 2025 foi a 58ª edição do evento, realizado em Doha, no Catar, de 17 a 25 de maio de 2025. A cidade de Doha ganhou a disputa para sediar o torneio superando a outra candidata, Alicante, Espanha, durante a Cúpula da Federação Internacional de Tênis de Mesa (ITTF) realizada em 2022. Esta foi a segunda vez que o Catar sediou o torneio — a primeira ocorreu em 2004, na edição por equipes. O palco principal do evento foi a Arena Esportiva de Lusail (Lusail Sports Arena; Lusail Multipurpose Hall), enquanto o Complexo Esportivo da Universidade do Catar (Qatar University Sports Complex) funcionou como local secundário nos quatro primeiros dias do torneio.
No Mundial de 2025, foram disputadas cinco chaves: simples masculino, simples feminino, duplas masculinas, duplas femininas e duplas mistas. As partidas de simples foram definidas em melhor de sete sets; as de duplas, em melhor de cinco.
Em 24 de maio, Wang Chuqin e Sun Yingsha, mesatenistas da China, conquistaram pela terceira vez consecutiva o título nas duplas mistas. No dia seguinte, Wang e Sun também venceram, respectivamente, os títulos de simples masculino e simples feminino. Hiroto Shinozuka e Shunsuke Togami garantiram ao Japão o título mundial nas duplas masculinas, o último feito do país tinha sido em 1961. O torneio foi encerrado com a vitória da dupla chinesa Wang Manyu e Kuai Man na final de duplas femininas.

## Calendário
O torneio foi disputado durante nove dias.
| Data              | 17 de maio | 18 de maio | 19 de maio | 20 de maio | 21 de maio | 22 de maio | 23 de maio | 24 de maio | 25 de maio |
| ----------------- | ---------- | ---------- | ---------- | ---------- | ---------- | ---------- | ---------- | ---------- | ---------- |
| Simples masculino | R128       | R128       | R64        | R64+R32    | R32        | OF         | QF         | SF         | F          |
| Simples feminino  | R128       | R128       | R64        | R64+R32    | R32        | OF         | QF         | SF         | F          |
| Duplas masculinas | R64        | R64        | R32        | OF         | OF         | QF         | QF         | SF         | F          |
| Duplas femininas  | R64        | R64        | R32        | OF         | OF         | QF         | QF         | SF         | F          |
| Duplas mistas     | R64        | R64        | R32        | OF         | QF         | QF         | SF         | F          |            |

## Resumo das premiações

### Quadro de medalhas
| Pos.                | País                | Ouro | Prata | Bronze | Total |
| ------------------- | ------------------- | ---- | ----- | ------ | ----- |
| 1                   | China               | 4    | 1     | 2      | 7     |
| 2                   | Japão               | 1    | 1     | 2      | 4     |
| 3                   | Brasil              | 0    | 1     | 0      | 1     |
| 3                   | Taipé Chinesa       | 0    | 1     | 0      | 1     |
| 5                   | Roménia             | 0    | 0.5   | 0      | 0.5   |
| 5                   | Áustria             | 0    | 0.5   | 0      | 0.5   |
| 7                   | Coreia do Sul       | 0    | 0     | 2      | 2     |
| 7                   | França              | 0    | 0     | 2      | 2     |
| 9                   | Hong Kong           | 0    | 0     | 1      | 1     |
| 9                   | Suécia              | 0    | 0     | 1      | 1     |
| Total (10 entradas) | Total (10 entradas) | 5    | 5     | 10     | 20    |

### Medalhistas
| Evento            | Ouro                             | Prata                            | Bronze                           |
| ----------------- | -------------------------------- | -------------------------------- | -------------------------------- |
| Simples masculino | Wang Chuqin                      | Hugo Calderano                   | Liang Jingkun                    |
| Simples masculino | Wang Chuqin                      | Hugo Calderano                   | Truls Möregårdh                  |
| Simples feminino  | Sun Yingsha                      | Wang Manyu                       | Mima Ito                         |
| Simples feminino  | Sun Yingsha                      | Wang Manyu                       | Chen Xingtong                    |
| Duplas masculinas | Hiroto Shinozuka Shunsuke Togami | Lin Yun-ju Kao Cheng-jui         | Alexis Lebrun Félix Lebrun       |
| Duplas masculinas | Hiroto Shinozuka Shunsuke Togami | Lin Yun-ju Kao Cheng-jui         | Esteban Dorr Florian Bourrassaud |
| Duplas femininas  | Wang Manyu Kuai Man              | Sofia Polcanova Bernadette Szőcs | Shin Yu-bin Ryu Han-na           |
| Duplas femininas  | Wang Manyu Kuai Man              | Sofia Polcanova Bernadette Szőcs | Miwa Harimoto Miyuu Kihara       |
| Duplas mistas     | Wang Chuqin Sun Yingsha          | Maharu Yoshimura Satsuki Odo     | Lim Jong-hoon Shin Yu-bin        |
| Duplas mistas     | Wang Chuqin Sun Yingsha          | Maharu Yoshimura Satsuki Odo     | Wong Chun Ting Doo Hoi Kem       |